# Palácio Lima Mayer

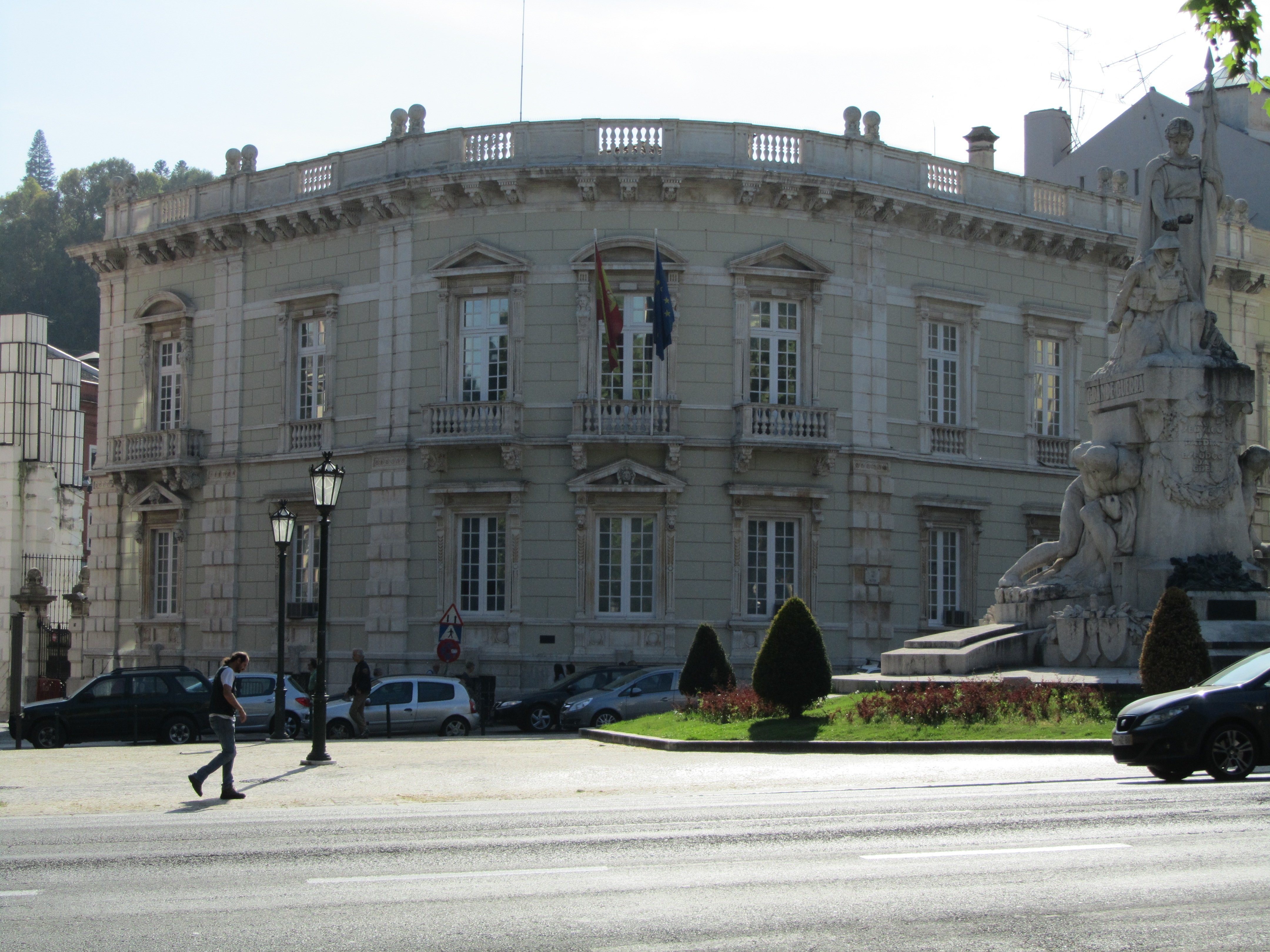
Palácio Lima Mayer

Der Palácio Lima Mayer ist ein ehemaliger Stadtpalast in der Stadtgemeinde Santo António der portugiesischen Hauptstadt Lissabon.
Er wurde 1901 nach Entwürfen des italienischen Architekten Nicola Bigaglia in städtebaulich markanter Ecklage an der Einmündung der Rua do Saltire in die Avenida da Liberdade errichtet. Auftraggeber war Adolfo de Lima Mayer. Für seine Arbeit wurde Bigaglia 1902 mit dem ersten Prémio Valmor ausgezeichnet.
Im Garten des Palastes entstand ab den 1920er Jahren der Vergnügungspark Parque Mayer mit vier Theaterbauten. In dem Palast befindet sich heute das spanische Konsulat.